# Универмаг
Универмаг, или универсальный магазин — крупный магазин, осуществляющий торговлю широким ассортиментом продовольственных и/или промышленных товаров. Первые универсальные магазины появились во Франции в середине XIX века и впоследствии получили широкое распространение в других странах.
Чаще всего универмаги располагаются в отдельно стоящих зданиях или торговых центрах. Наличие в универмаге большого ассортимента товаров даёт возможность покупателям приобрести в одном магазине все необходимые товары, что упрощает и ускоряет процесс покупки. Для удобства покупателей в универмагах применяют самообслуживание и продажу товаров с открытой выкладкой (см. Супермаркет).
Универсальные магазины по сравнению с другими типами магазинов имеют более высокую рентабельность, меньшие издержки обращения товарооборота, меньшие эксплуатационные расходы на содержание зданий. Строительство универмага обходится дешевле, чем строительство нескольких небольших магазинов, имеющих в целом такой же размер торговой площади.

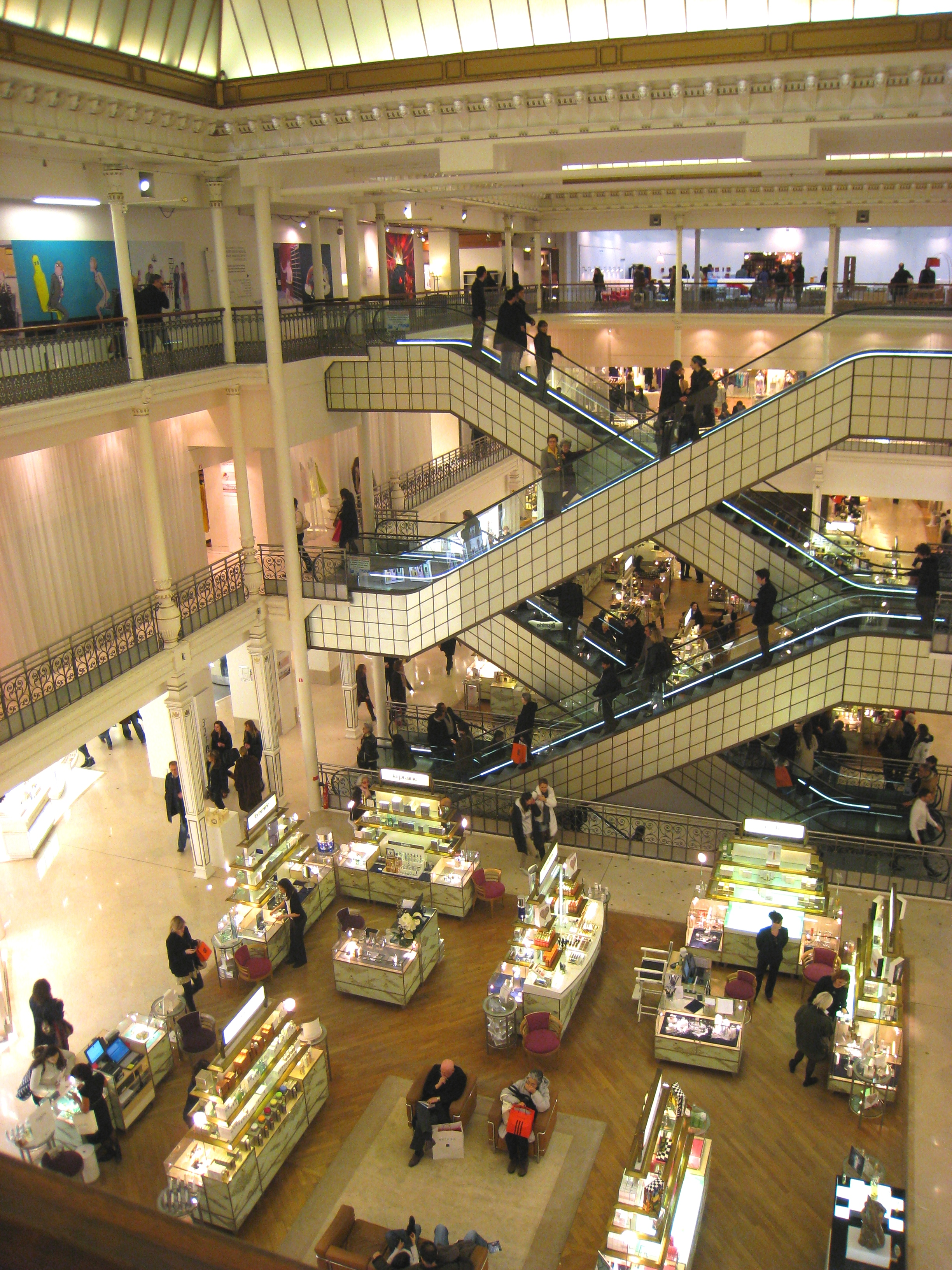
Интерьер универсального магазина Au Bon Marché в Париже, 2008 г.

## История
До середины XIX века обычно в открытом доступе находились лишь дешёвые товары, а дорогие ткани и мебель находились во внутренних помещениях магазинов, и их показывали только внушающим доверие покупателям, которые могли позволить себе дорогие покупки. Появление универмагов привело к тому, что толпы людей свободно бродили среди красивых открытых прилавков с различными, в том числе дорогими, товарами. Универмаги также внедряли практику установления твёрдых цен на товары, так как не могли доверить решение вопроса о цене отдельным продавцам (ранее обычно покупатели могли поторговаться в магазине).

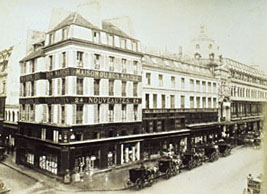
Универсальный магазин Le Bon Marché в Париже, 1867 год

Александр Тёрни Стюарт в 1846 году построил в Нью-Йорке большой магазин, отделанный мрамором, — «Марбл драйгудз палас». Он постепенно достраивался и в результате занял целый квартал на Бродвее. В 1862 году этот магазин переехал на новое место в восьмиэтажное здание, «Стюарте кастайрон палас». Он считался самым большим магазином в мире.
Аристид Бусико в 1872 году открыл в Париже универсальный магазин под названием «Au Bon Marché», что значит «по хорошей цене». Он расположил товары одной группы в разных концах магазина. Например, покупатель, купивший иголки, шел за нитками через весь универмаг, а по дороге присматривал и другие товары. В магазине имелся бар. Дамам на выходе вручали цветы, а детям — воздушные шарики. Универмаг гарантировал замену бракованных товаров, а выходившие из моды вещи возвращались в обмен на новые, которые можно было купить со скидкой. В конце сезона проводились распродажи. Для привлечения внимания к магазину в нём периодически проводились художественные выставки и музыкальные концерты. За счет большого оборота Бусико сумел снизить торговую наценку с 40 % до 20 % и в результате многие могли позволить себе такие покупки, о которых раньше не могли мечтать.

## Универмаги в разных странах

### Россия
В России первые универмаги появились в начале XX века. В СССР на 1 января 1941 года насчитывалось 44 крупных универмага, на 1 января 1975 года — 580 крупных и средних универмагов. Наиболее крупными и известными универмагами в Москве являются ЦУМ и ГУМ, в Санкт-Петербурге — Пассаж и Гостиный двор.

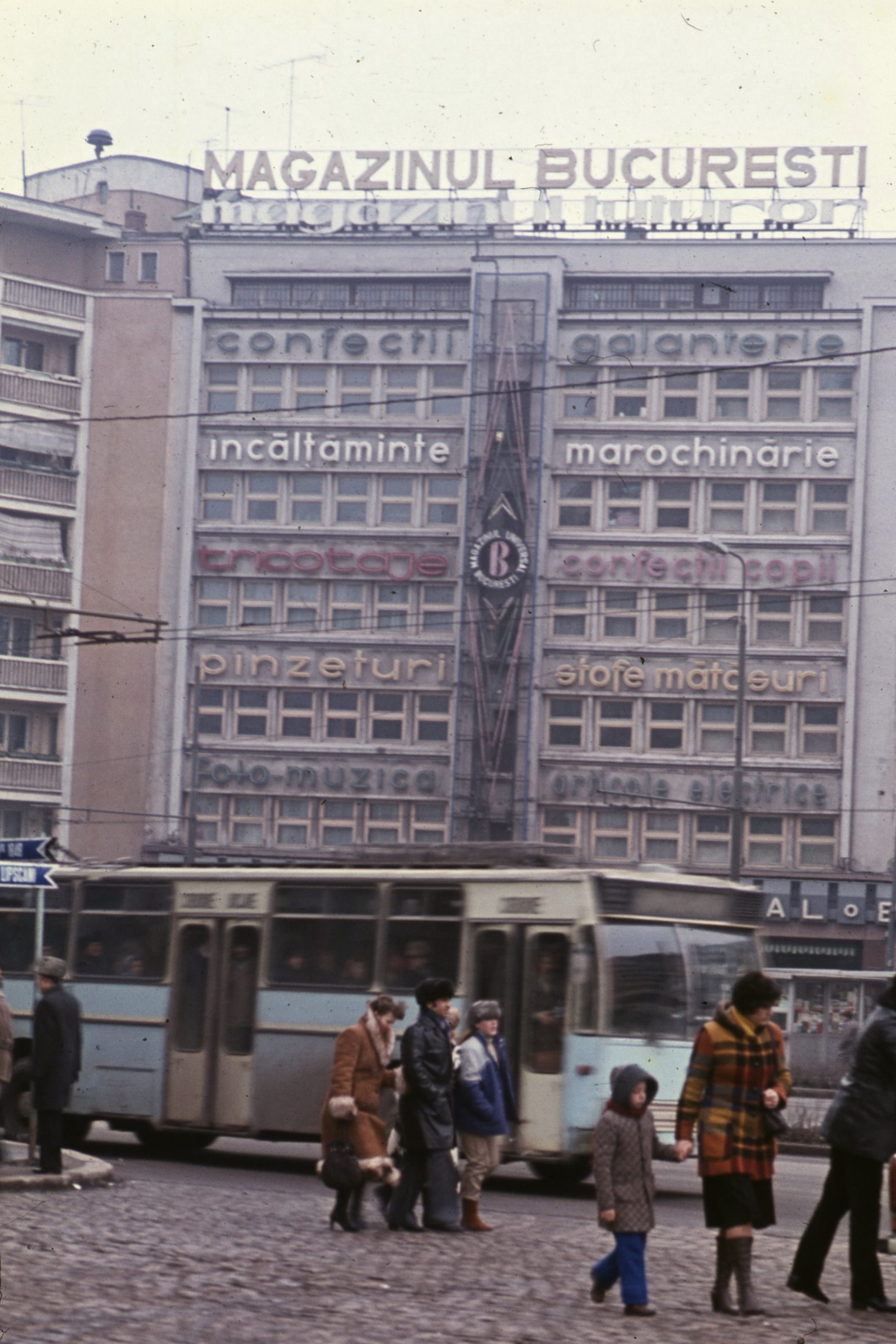
Универсальный магазин "Бухарест", 1986 г.

## Упоминания в литературе
- Роман писателя И. П. Штемлера «Универмаг» (1984) посвящён описанию внутренней жизни большого универсального магазина.
- В романе писателя Э. Золя «Дамское счастье» (1883) показано зарождение универсальных магазинов во Франции.